# Eushachia acyptera
Eushachia acyptera är en fjärilsart som beskrevs av George Francis Hampson 1896. Eushachia acyptera ingår i släktet Eushachia och familjen tandspinnare. Inga underarter finns listade i Catalogue of Life.